# خادم قاعدة البيانات

أيقونة لخادم قاعدة البيانات لجهاز الكمبيوتر ويعتبر العقل لجهاز الكمبيوتر المكتبي

خادم قاعدة البيانات هو خادم يستخدم تطبيق قاعدة البيانات يوفر خدمات قاعدة البيانات لبرامج الكمبيوتر الأخرى أو لأجهزة الكمبيوتر، كما هو محدد بواسطة نموذج العميل - الخادم. غالبًا ما توفر أنظمة إدارة قواعد البيانات (DBMSs) وظيفة خادم قاعدة البيانات، وتعتمد بعض أنظمة إدارة قواعد البيانات (مثل MySQL) بشكل حصري على نموذج العميل - الخادم للوصول إلى قاعدة البيانات (في حين أن البعض الآخر مثل SQLite هي يعني لاستخدام كقاعدة بيانات مضمن).
يمكن للمستخدمين الوصول إلى خادم قاعدة البيانات إما من خلال «الواجهة الأمامية» التي تعمل على جهاز الكمبيوتر الخاص بالمستخدم  –  الذي يعرض البيانات المطلوبة  –  أو من خلال «النهاية الخلفية»، التي تعمل على الخادم وتتولى مهام مثل تحليل البيانات وتخزينها.
في نموذج التابع والمتبوع، خوادم قاعدة البيانات الرئيسية هي المواقع المركزية والأولية للبيانات في حين أن خوادم قاعدة بيانات الرقيق هي نسخ احتياطية متزامنة للسيد بصفته وكلاء.
تستجيب معظم تطبيقات قواعد البيانات إلى لغة الاستعلام. تتفهم كل قاعدة بيانات لغة الاستعلام الخاصة بها وتحول كل استعلام مقدم إلى نموذج يمكن قراءته على الخادم وتنفيذه لاسترداد النتائج.
تتضمن أمثلة تطبيقات قواعد البيانات Oracle وآي بي إم دي بي 2 و Informix وميكروسوفت إس كيو إل سيرفر. تتضمن أمثلة تطبيقات قاعدة بيانات البرامج المجانية بوستجري إس كيو إل؛ وتحت رخصة جنو العمومية تشمل Ingres وMySQL. يستخدم كل خادم منطق الاستعلام الخاص به وهيكله. لغة استعلام SQL (لغة الاستعلام الهيكلية) هي نفسها تقريباً في جميع تطبيقات قواعد البيانات العلائقية.
للتوضيح، خادم قاعدة البيانات هو ببساطة خادم يحافظ على الخدمات المتعلقة بالعملاء عبر تطبيقات قواعد البيانات.